# Tour de France de 1975
O Tour de France 1975 foi a º 1975. A corrida foi composta por 22 etapas, no total mais de 3999 km, foram percorridos com uma média de 34,899 km/h.

## Resultados

### Classificação Geral
| Pos | Nome                 | País          | Equipa | Tempo        |
| --- | -------------------- | ------------- | ------ | ------------ |
| 1   | Bernard Thévenet     | França        |        | 114h 35' 31" |
| 2   | Eddy Merckx          | Bélgica       |        | 2' 47"       |
| 3   | Lucien Van Impe      | Bélgica       |        | 5' 01"       |
| 4   | Joop Zoetemelk       | Países Baixos |        | 6' 42"       |
| 5   | Vicente Lopez-Carril | Espanha       |        | 19' 29"      |
| 6   | Felice Gimondi       | Itália        |        | 23' 05"      |
| 7   | Francesco Moser      | Itália        |        | 24' 13"      |
| 8   | Josef Fuchs          | Suíça         |        | 25' 51"      |
| 9   | Edouard Janssens     | Bélgica       |        | 32' 01"      |
| 10  | Pedro Torres         | Espanha       |        | 35' 36"      |